# AVN (revistă)
Adult Video News (numită și AVN sau AVN Magazine) este o revistă profesională din Statele Unite, care conține subiecte legate de industria filmelor pentru adulți. The New York Times apreciază că AVN cu filmele porno se află în aceeași relație ca Billboard cu cântecele. AVN sponsorizează adunarea anuală „Adult Entertainment Expo” (AEE), organizată în Las Vegas, Nevada, cât și ceremonii de premiere legate de industria pentru adulți, inspirate de premiile Oscar, AVN Awards fiind cea mai cunoscută dintre ele.
AVN evaluează filmele pentru adulți și urmărește schimbările în industria respectivă. Un număr al revistei poate conține peste 500 de recenzii.